# Ершиха (Костромская область)
Ершиха — упразднённая деревня в Шарьинском районе Костромской области России. Входила в состав Зебляковского сельского поселения. Исключена из учётных данных в 2025 году.
До 1 марта 2021 года относилась к упразднённому Заболотскому сельскому поселению.

## География
Расположена на берегу реки Большая Якшанга.

## История
Согласно Спискам населённых мест Российской империи в 1872 году деревня относилась к 2 стану Ветлужского уезда Костромской губернии. В ней числилось 4 двора, проживали 21 мужчина и 22 женщины.
Согласно переписи населения 1897 года в деревне проживало 68 человек (34 мужчины и 34 женщины).
Согласно Списку населённых мест Костромской губернии в 1907 году деревня относилась к Гагаринской волости Ветлужского уезда Костромской губернии. По сведениям волостного правления за 1907 год в деревне числилось 12 крестьянских двора и 88 жителей. Основными занятиями жителей деревни были работа на железной дороге и лесной промысел.

## Население
| 2008 | 2010 | 2014 |
| ---- | ---- | ---- |
| 0    | →0   | →0   |